# Morschach
Morschach est une commune suisse du canton de Schwytz, située dans le district de Schwytz.

## Géographie

Vue aérienne (1953)

Selon l'Office fédéral de la statistique, Morschach mesure 20,81 km2. 

## Démographie
Selon l'Office fédéral de la statistique, Morschach possède 1 206 habitants fin 2022. Sa densité de population atteint 58 hab./km².
Le graphique suivant résume l'évolution de la population de Morschach entre 1850 et 2008 :